# Odiel
Az Odiel (latin nevén: Luxia) folyó az Atlanti-Andalúz völgyben, Spanyolországban. A térség többi folyójához hasonlóan az Ibériai-félsziget központi fennsíkját, a Mezetát délről záró Sierra Morénából ered. Hossza 150 km.
Huelva településnél van a torkolata, ahol a Rio Tinto folyóval egyesülve közösen érik el a huelvai tengeröblöt, ahonnan Kolumbusz Kristóf is felfedezte Amerikát.

## Neve
Az Odiel folyó neve a térségben szokásos Guad- (arab: wadi-, folyó, aszó, és így tovább) előtag portugál jellegű kezdetéből származik. A Római Birodalomban Luxia volt a neve, míg az Urius név valószínűleg a Rio Tinto folyóra vonatkozott.

## Története
A Huelva torkolatának lelőhelyéről számos, mintegy 3000 éves föníciai és görög emlék került elő.

## Külső hivatkozások
- Una industria romana, oculta en el Odiel